# بريوزيرسك
بريوزيرسك (بالروسية: Приозерск) هي إحدى مدن روسيا في الكيان الفدرالي الروسي لينينغراد أوبلاست.